# Армія Польова «Бернолак»
Армія Польова «Бернолак» (словац. Slovenská Poľná Armáda skupina «Bernolák») — армія Словаччини під час Другої світової війни.
До складу армії входили:
- 1-а дивізія (генерал 2-го рангу Антон Пуланіх) — два піхотні полки і окремий піхотний батальйон, артилерійський полк і дивізіон;
- 2-а дивізія (підполковник Ян Імро) — один піхотний полк, три піхотні батальйони, артилерійський полк;
- 3-я дивізія (полковник Густав Малар) — два піхотні полки, два піхотні батальйони, артилерійський полк і дивізіон.